# Claudia Frieser

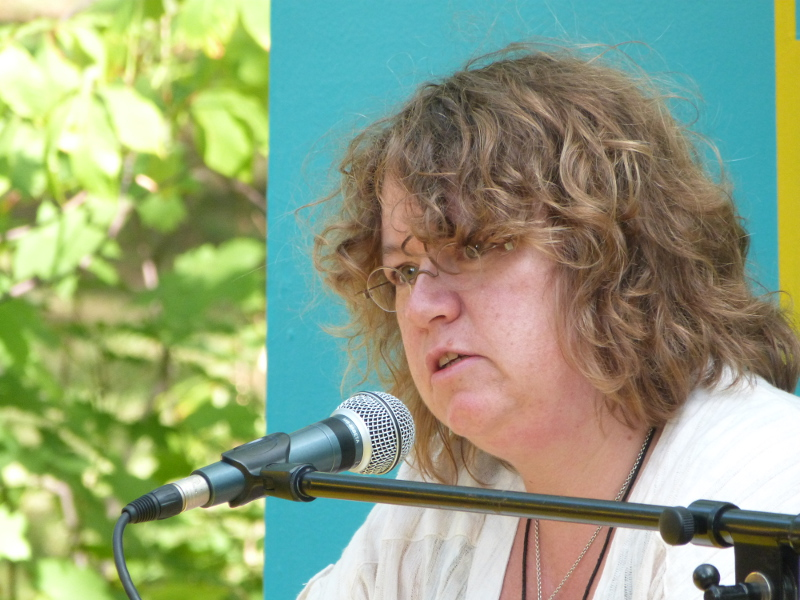
Claudia Frieser bei einer Lesung auf dem Erlanger Poetenfest 2012

Claudia Frieser (* 1967 in Sulzbach-Rosenberg) ist eine deutsche Kinderbuchautorin.

## Leben
Claudia Frieser studierte Archäologie des Mittelalters und der Neuzeit, war am Germanischen Museum in Nürnberg tätig und beteiligte sich an zahlreichen Ausgrabungen und Forschungsprojekten, u. a. zur Nürnberger Stadtgeschichte. Aus der historischen Arbeit entstand das Kinderbuchprojekt Oskar und das Geheimnis der verschwundenen Kinder, das die Leser auf eine Zeitreise in das Nürnberg der Dürer-Zeit schickte. Es erschien 2004 und fand Lob bei der Süddeutschen Zeitung. In der Rezension wurde angemerkt, dass der „befremdliche Alltag“ gut dargestellt worden sei und dabei Klischees, wie die des „vermeintlich dunkle[n] Mittelalter[s]“ außen vor gelassen würden. 2009 erschienen zwei weitere Romane von Frieser mit demselben Schwerpunkt und identischen Protagonisten. Ihr Romandebüt wurde als Hörbuch aufgenommen und kam im August 2010 in den Handel.
Claudia Frieser lebt mit ihrer Familie in Bamberg.

## Werk
- 1999: Nürnberg – Archäologie und Kulturgeschichte. 950 Jahre Nürnberg 1050 – 2000, Hrsg. zus. mit B. Friedel, Dr. Faustus, Büchenbach 1999.
- 2004: Oskar und das Geheimnis der verschwundenen Kinder
- 2007: Oskar und das Geheimnis der Kinderbande
- 2009: Oskar und das Geheimnis des Klosters
- 2011: Der Kirchendieb. Ein Abenteuer aus dem Mittelalter
- 2012: Oskar und das geheimnisvolle Volk. Mit Vignetten von Constanze Spengler, Dressler, Hamburg 2012, ISBN 978-3-7915-2916-5.
- 2013: Der gefährliche Traum
- 2015: Leo und der Fluch der Mumie. Mit Vignetten von Constanze Spengler, Dressler, Hamburg 2015, ISBN 978-3-7915-0711-8.

## Hörbücher
- 2010: Oskar und das Geheimnis der verschwundenen Kinder

## Auszeichnungen
- 2006 Empfehlungsliste des Evangelischen Buchpreises
- 2009 Nordstemmer Zuckerrübe